# گرگا بول
گرگا بول (انگلیسی: Grega Bole؛ زادهٔ ۱۳ اوت ۱۹۸۵) دوچرخه‌سوار اهل اسلوونی است.
از باشگاه‌هایی که در آن بازی کرده‌است می‌توان به نیپو–وینی فانتینی، تیم یوای‌ئی امارات، سی‌سی‌سی–اسپراندی–پولکوویتسه، تیم دوچرخه‌سواری بحرین–مریدا، و تیم دوچرخه‌سواری وکانسولیل–دی‌سی‌ام اشاره کرد.